# Термено-сулла-Страда-дель-Віно
Термено-сулла-Страда-дель-Віно (італ. Termeno sulla Strada del Vino), часто скорочується до Tramin або Termeno — муніципалітет в Італії, у регіоні Трентіно-Альто-Адідже,  провінція Больцано.

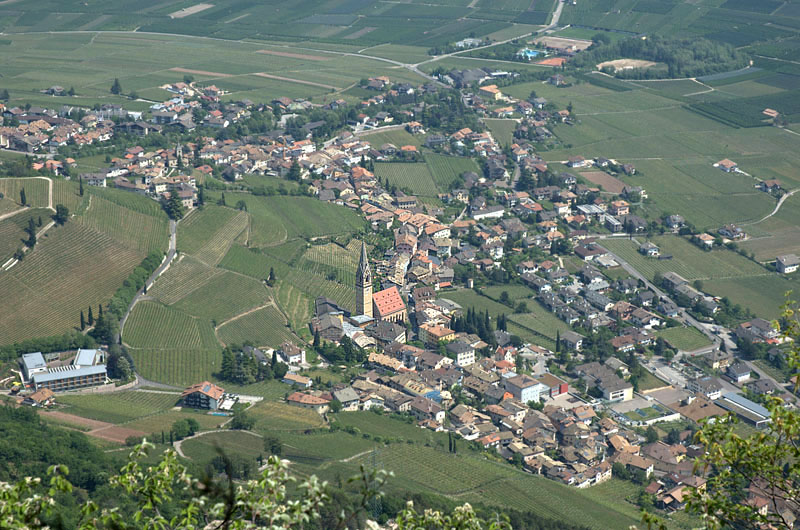

Термено-сулла-Страда-дель-Віно розташоване на відстані близько 510 км на північ від Рима, 34 км на північ від Тренто, 19 км на південний захід від Больцано.
Населення — 3311 осіб (2014).

## Демографія
Населення за роками:

Станом на 1 січня 2023 року в муніципалітеті офіційно проживав 231 іноземець з 30 країн, серед них 117 громадян країн Євросоюзу та 12 громадян України.

## Сусідні муніципалітети
- Амблар-Донр
- Кальдаро-сулла-Страда-дель-Віно
- Коредо
- Кортачча-сулла-Страда-дель-Віно
- Енья
- Монтанья
- Ора
- Сфруц
- Вадена